# John-G.-Diefenbaker-Preis
Der John-G.-Diefenbaker-Preis (John G. Diefenbaker Award) ist ein kanadisch-deutscher Wissenschaftspreis.
Der Forschungspreis wird jährlich an einen herausragenden deutschen Geisteswissenschaftler verliehen und ist mit einer Einladung zur Forschung in Kanada verbunden, die auch kurze Perioden in den USA einschließen kann. Mit dem Preis ist zudem die Einladung verbunden, neben der Forschung auch an der Lehre und dem wissenschaftlichen Leben an der Gastuniversität und in Kanada teilzunehmen und auch andere Forschungseinrichtungen zu besuchen. Das Preisgeld beträgt 95.000 kanadische Dollar (Stand 2015).
Der Preis ist nach dem kanadischen Premierminister John Diefenbaker benannt. Die Nominierung erfolgt durch kanadische Wissenschaftler beim Canada Council for the Arts.

## Preisträger
- 1992 Alfred Pletsch, Professor für Geographie der Philipps-Universität Marburg, kooperierte mit den Universitäten Laval, Windsor und der Wilfred Laurier University
- 1993 Jürgen Erfurt, Professor für Linguistik der Universität Leipzig, kooperierte mit der OISE – University of Toronto
- 1994 Wilfried von Bredow, Professor für Politikwissenschaften der Philipps-Universität Marburg, kooperierte mit der University of Saskatchewan
- 1995 Ralf Schwarzer, Professor für Psychologie der Freien Universität Berlin, kooperierte mit der York University
- 1996 Dirk Hoerder, Professor für Geschichte der Universität Bremen, kooperierte mit der University of Toronto
- 1997 Jens Brockmeier, Psychologe Freie Universität Berlin und Universität Innsbruck, kooperierte mit der University of Toronto
- 1998 Klaus R. Zimmerman, Ludwig-Maximilians-Universität München, kooperierte mit der Simon Fraser University
- 1999 Albrecht Riethmüller, Freie Universität Berlin, kooperierte mit der York University
- 2000 Hans-Joachim Fiebach, Institut Theaterwissenschaft/Kulturelle Kommunikation der Humboldt-Universität zu Berlin, kooperierte mit der University of Toronto
- 2001 Hans-Jürgen Luesebrink, Lehrstuhl für Romanische Kulturwissenschaft und Interkulturelle Kommunikation der Universität Saarbrücken, kooperierte mit der Université de Montréal
- 2002 Gunther Teubner, Johann-Wolfgang-Goethe-Universität Frankfurt am Main, kooperierte mit der York University
- 2003 Hartmut Lutz, Ernst-Moritz-Arndt-Universität Greifswald, kooperierte mit der University of Ottawa
- 2004 Christiane Harzig, Universität Erfurt, kooperierte mit der University of Winnipeg
- 2005 Ingeborg Tömmel, Professor für Politikwissenschaften der Universität Osnabrück, kooperierte mit der University of Victoria
- 2006 Heiner Ganssmann, Professor für Soziologie der Freien Universität Berlin, kooperierte mit der University of British Columbia
- 2007 Arthur Benz, Institut für Politikwissenschaft I: Staat und Regieren, FernUniversität in Hagen, kooperierte mit der Carleton University
- 2008 Hans-Dieter Klingemann, Professor für Politikwissenschaften am Wissenschaftszentrum Berlin und der Freien Universität Berlin, kooperierte mit der Simon Fraser University
- 2009 Silke Horstkotte, Privatdozentin für Deutsche Literatur an der Universität Leipzig kooperierte mit der Memorial University of Newfoundland
- 2010 Mamadou Diawara, Professor für Anthropologie an der Johann-Wolfgang-Goethe-Universität Frankfurt am Main, kooperierte mit der Université Laval
- 2011 Günter Zöller, Professor für Philosophie an der Ludwig-Maximilians-Universität München, kooperierte mit der McGill University
- 2012 Alexander von Plato, emeritierter Professor für Geschichte an der Fernuniversität Hagen, Kooperation mit der University of Winnipeg
- 2014 Helga E. Bories-Sawala, Professorin für Sozial- und Kulturgeschichte / politische Landeswissenschaften Frankreichs und frankophoner Länder an der Universität Bremen, Forschungsprojekt an der Université du Québec en Outaouais
- 2015 Reinhard Pekrun, Psychologe an der Ludwig-Maximilians-Universität München, Nominierung durch die University of Manitoba
- 2016 Martin Carrier, Philosoph an der Universität Bielefeld, nominiert durch die University of Toronto
- 2017 Werner Nell, Literaturwissenschaftler an der Martin-Luther-Universität Halle-Wittenberg, nominiert durch die Queen's University
- 2018 Christoph Brunner, Kulturwissenschaftler an der Leuphana Universität Lüneburg, nominiert durch die McGill University
- 2022 Tobias Richter, Psychologe an der Julius-Maximilians-Universität Würzburg, nominiert durch die York University
- 2023 Clemens Kroneberg, Soziologe an der Universität zu Köln